# Schans (Westervoort)
Schans is een voormalige buurtschap in de Nederlandse gemeente Westervoort, gelegen in de provincie Gelderland.
Het ligt in het zuidwesten van de gemeente aan de Nederrijn.

## Geschiedenis

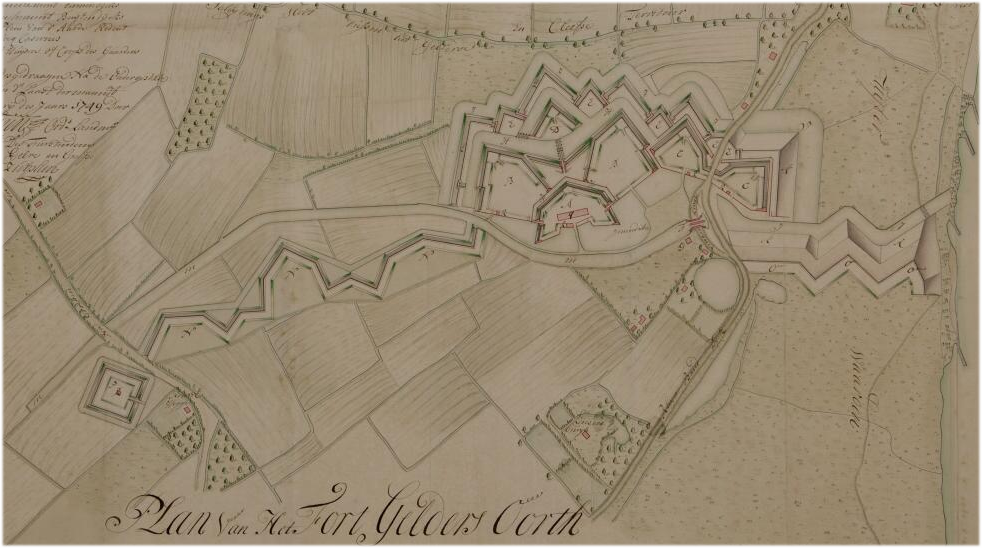
Het voormalige fort Geldersoord met de schans in 1749. (zuiden is boven, noorden is onder)

De buurtschap dankt haar naam aan het fort en schans Geldersoord dat hier lag. Tussen 1629 en 1672 lagen in dit gebied al verdedigingswerken. In 1741 tot 1742 werd op deze plaats een fort aangelegd, op een schiereiland in het door de Pruisen bezet gebied. Het fort moest de inlaatsluis beschermen die het gebied tussen Westervoort en Doesburg onder water kon zetten. Toen na het Congres van Wenen de plaatsen Duiven, Huissen en Zevenaar bij Nederland werden gevoegd verloor het fort zijn strategische waarde. Het fort werd verkocht en uiteindelijk gesloopt. De restanten hebben de beschermende status van rijksmonument toegewezen gekregen. In 2015 werd een gedeeltelijke reconstructie van de vestingwerken uitgevoerd met daarin opgenomen de integratie van nieuwbouw.
Dorp: Westervoort       Buurtschap: Schans

Gelderland: Steden en dorpen in Gelderland      Nederland: Provincies · Gemeenten